# Bandeira de Castela e Leão
A bandeira de Castela e Leão é a bandeira oficial da comunidade autónoma espanhola de Castela e Leão. É composto pelos brasões esquartejados de Castela, representado por um castelo, e de Leão, representado por um leão.

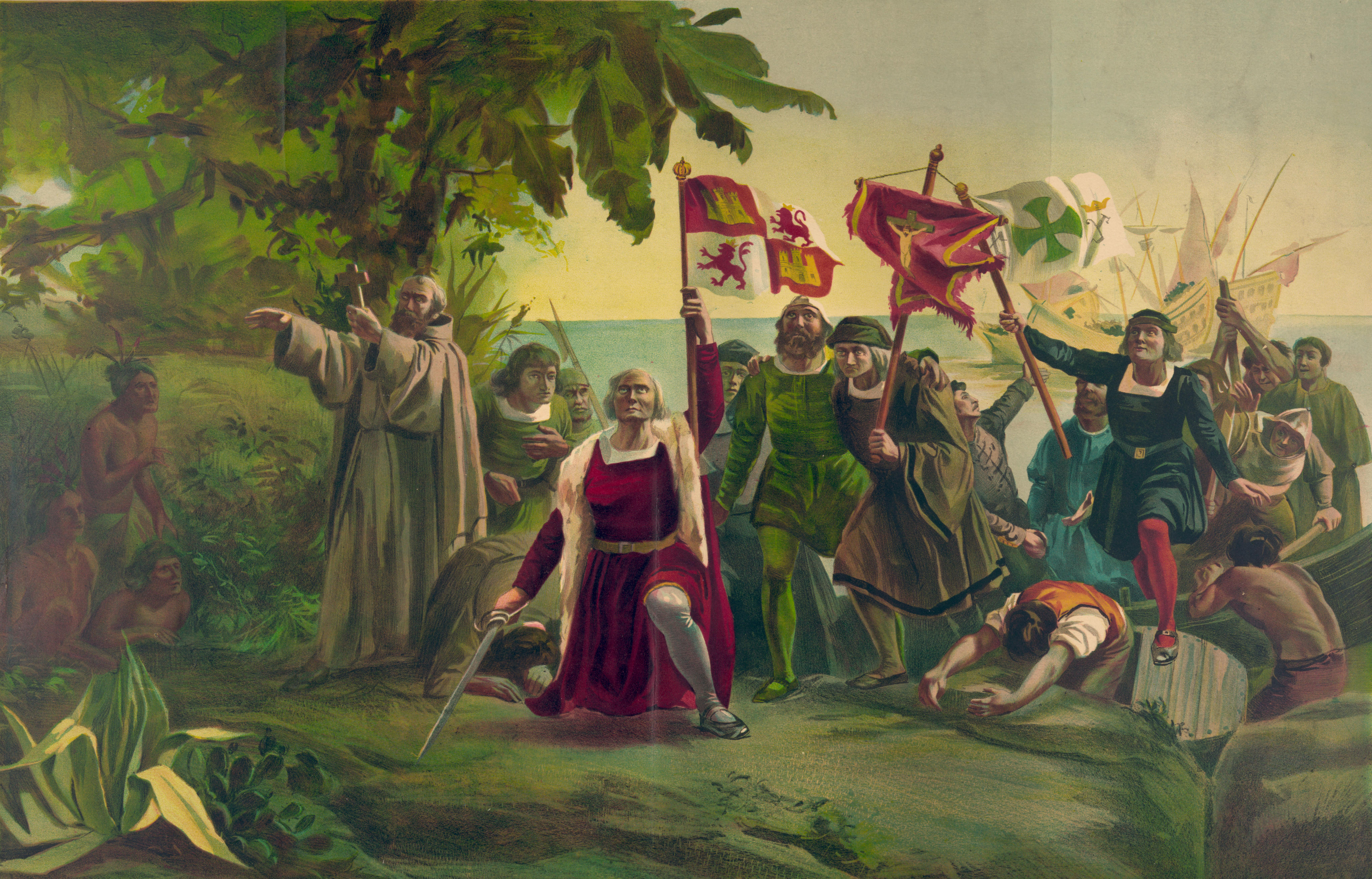
Cristóvão Colombo carregando a bandeira da Coroa de Castela ao chegar ao "Novo Mundo"

Esta bandeira é usada para representar as duas identidades culturais que compartilham a região administrativa: o castelo para Castela e o leão para Leão.
O desenho do leão é atribuído a Afonso VII de Leão,  que se tornou rei de Leão e Castela em 1126. O símbolo do castelo é atribuído ao seu neto Afonso VIII de Castela,  Em 1230, Fernando III de Castela uniu os dois reinos na Coroa de Castela (1230–1715) e esquartejou as armas como um símbolo da união. 
Três séculos de presença espanhola no continente americano deixaram uma marca consistente. Em muitas áreas do sul dos Estados Unidos, por exemplo, símbolos da ascendência espanhola são preservados no brasão ou nos símbolos de estados e cidades. Várias cidades como Los Angeles, e Santo Agostinho, incorporam os símbolos do Reino de Castela em seus escudos ou bandeiras.

## Estandarte

Estandarte de Castela e Leão

O estandarte conservado na Colegiada de San Antolín em Medina del Campo, que parece ter sido feito no início do século XVI, serviu de base para a criação de um estandarte de Castela e Leão, embora tenham sido feitas modificações nos ornamentos e figuras do original. Este projeto foi realizado durante o processo pré-autônomo pela Prefeitura de Valladolid. Seu exemplo foi seguido por outras Corporações nos meses seguintes, e essa dupla representação de bandeiras foi adotada na Comissão que estava elaborando o Estatuto de Autonomia. Isso também foi incorporado e definitivamente aprovado no texto.

## Evolução e variações

### Padrão Real Histórico

Estandarte real da Coroa de Castela–estilo antigo
Estilo do século XIV
Estilo do século XV
Estilo do século XV – Variante
Estilo de governo da Casa de Habsburgo (séculos XVI-XVII)
Estilo de Regra da Casa de Habsburgo – Variante

### Bandeiras e emblemas atuais

Brasão de armas de Castela e Leão
Estandarte Cerimonial do Governo Regional de Castela e Leão .